# The First Cut Is the Deepest
The First Cut Is the Deepest ist ein Lied, das 1967 von Cat Stevens geschrieben wurde. Erstmals veröffentlicht wurde es im Mai 1967 von P. P. Arnold. Cat Stevens veröffentlichte seine eigene Version auf seinem Album New Masters im Dezember 1967.

## Version von Cat Stevens
Stevens machte 1965 eine Demoaufnahme von The First Cut Is the Deepest in der Hoffnung, Songwriter zu werden. Er schrieb den Song früher, um seine Songs bei anderen Künstlern zu bewerben, nahm ihn aber erst Anfang Oktober 1967 mit dem Gitarristen Big Jim Sullivan als seinen eigenen Auftritt auf, und er erschien erst auf seinem zweiten Album New Masters, das im Dezember 1967 veröffentlicht wurde. Er verkaufte das Lied für 30 Pfund an P.P. Arnold, und es wurde ein Riesenhit für sie.
Über Jahrzehnte hinweg wurde es auch ein internationaler Hit für Keith Hampshire, Rod Stewart und Sheryl Crow. Der Song wurde mit Stevens Songwriting-Preisen ausgezeichnet, darunter zwei aufeinanderfolgende ASCAP-Songwriting-Preise für „Songwriter of the Year“ in den Jahren 2005 und 2006.

## Version von P. P. Arnold
Die im Ausland lebende US-amerikanische Sängerin P. P. Arnold hatte den ersten Hit mit dem Lied und erreichte mit ihrer Version im Mai 1967 Platz 18 der britischen Singlecharts, weit vor dem Lied, das auf Stevens’ Album erschien. Der Arnold-Hit bot einen gefühlvollen Gesangseinsatz mit Cembalo, Hörnern und Streichern. Er erschien auch in dem Spielfilm Seven Psychopaths.

## Version von Rod Stewart

### Chartplatzierungen
| ChartsChartplatzierungen       | Höchstplatzierung | Wochen |
| ------------------------------ | ----------------- | ------ |
| Vereinigte Staaten (Billboard) | 21 (12 Wo.)       | 12     |
| Vereinigtes Königreich (OCC)   | 1 (13 Wo.)        | 13     |

### Auszeichnungen für Musikverkäufe
| Land/Region                  | Auszeichnungen für Musikverkäufe (Land/Region, Auszeichnung, Verkäufe) | Verkäufe |
| ---------------------------- | ---------------------------------------------------------------------- | -------- |
| Neuseeland (RMNZ)            | Gold                                                                   | 15.000   |
| Vereinigtes Königreich (BPI) | Silber                                                                 | 275.000  |
| Insgesamt                    | 1× Silber · 1× Gold ·                                                  | 250.000  |

Hauptartikel: Rod Stewart/Auszeichnungen für Musikverkäufe

## Version von Sheryl Crow
Sheryl Crows Coverversion ist die erste Single ihres 2003 veröffentlichten Albums The Very Best of Sheryl Crow. Sie wurde einer ihrer größten Radiohits, erreichte den 14. Platz der US Billboard Hot 100 und wurde ihr erster Top 40 Solo Country Hit nach ihrem Erfolg zusammen mit Kid Rock. Der Song blieb 36 Wochen in den Hot 100 und wurde mit Gold ausgezeichnet. Außerdem erreichte sie den ersten Platz der Billboard Adult Contemporary und der Adult Top 40. International wurde er in Ungarn, Irland und Neuseeland ein Top-20-Song.

### Musikvideo
Beim Musikvideo des Liedes führte Wayne Isham Regie. Das Video, das in Utah aufgenommen wurde, zeigt sie auf einem Pferd reitend in einer steinigen Wüste, während sie mit ihrer Gitarre singt. Die Single wurde für die Best Female Pop Vocal Performance und die Grammy Awards nominiert, verlor aber gegen „Sunrise“ von Norah Jones.

### Chartplatzierungen
| ChartsChartplatzierungen     | Höchstplatzierung | Wochen |
| ---------------------------- | ----------------- | ------ |
| Deutschland (GfK)            | 61 (9 Wo.)        | 9      |
| Österreich (Ö3)              | 31 (11 Wo.)       | 11     |
| Schweiz (IFPI)               | 45 (7 Wo.)        | 7      |
| Vereinigtes Königreich (OCC) | 37 (3 Wo.)        | 3      |

| ChartsJahrescharts (2004)      | Platzierung |
| ------------------------------ | ----------- |
| Vereinigte Staaten (Billboard) | 28          |

### Auszeichnungen für Musikverkäufe
| Land/Region               | Auszeichnungen für Musikverkäufe (Land/Region, Auszeichnung, Verkäufe) | Verkäufe |
| ------------------------- | ---------------------------------------------------------------------- | -------- |
| Australien (ARIA)         | Gold                                                                   | 35.000   |
| Vereinigte Staaten (RIAA) | Gold                                                                   | 500.000  |
| Insgesamt                 | 2× Gold ·                                                              | 535.000  |